# Sakété
Sakété es una comuna beninesa perteneciente al departamento de Plateau.
En 2013 la comuna tiene una población total de 114 088 habitantes.
Se ubica en el cruce de las carreteras RNIE1 y RN3, a medio camino entre Porto Novo y Pobè. Su territorio es fronterizo al este con Nigeria.
En 1905 se produjo en esta localidad una importante revuelta contra los administradores coloniales franceses.

## Subdivisiones
Comprende los siguientes arrondissements:
- Aguidi
- Ita-Djèbou
- Sakété I
- Sakété II
- Takon
- Yoko